# 科梅尔西
科梅尔西（法語：Commercy，法語發音：[kɔmɛʁsi] ⓘ），法国东北部城市，大东部大区默兹省的一个市镇，同时也是该省的一个副省会，下辖科梅尔西区，其市镇面积为35.37平方公里，2022年1月1日时人口数量为5,332人，是该省人口第三多的市镇，在法国城市中排名第2,040位。
科梅尔西位于默兹省东南部，默兹河左岸，是一个区域性的中心城市，因科梅尔西城堡以及出产于此的玛德莲蛋糕而闻名。巴黎－斯特拉斯堡铁路由此通过并设有车站，另有多条公路在此交汇。

## 地名来源
“科梅尔西”一名最初于公元11世纪以“Commarchia”的形式被记载，该名称来源于洛林语，意为“边境地区的集市”，可能与当地地处东西法兰克王国边境地区有关，其拉丁语形式为“Commerciacum”。

## 历史

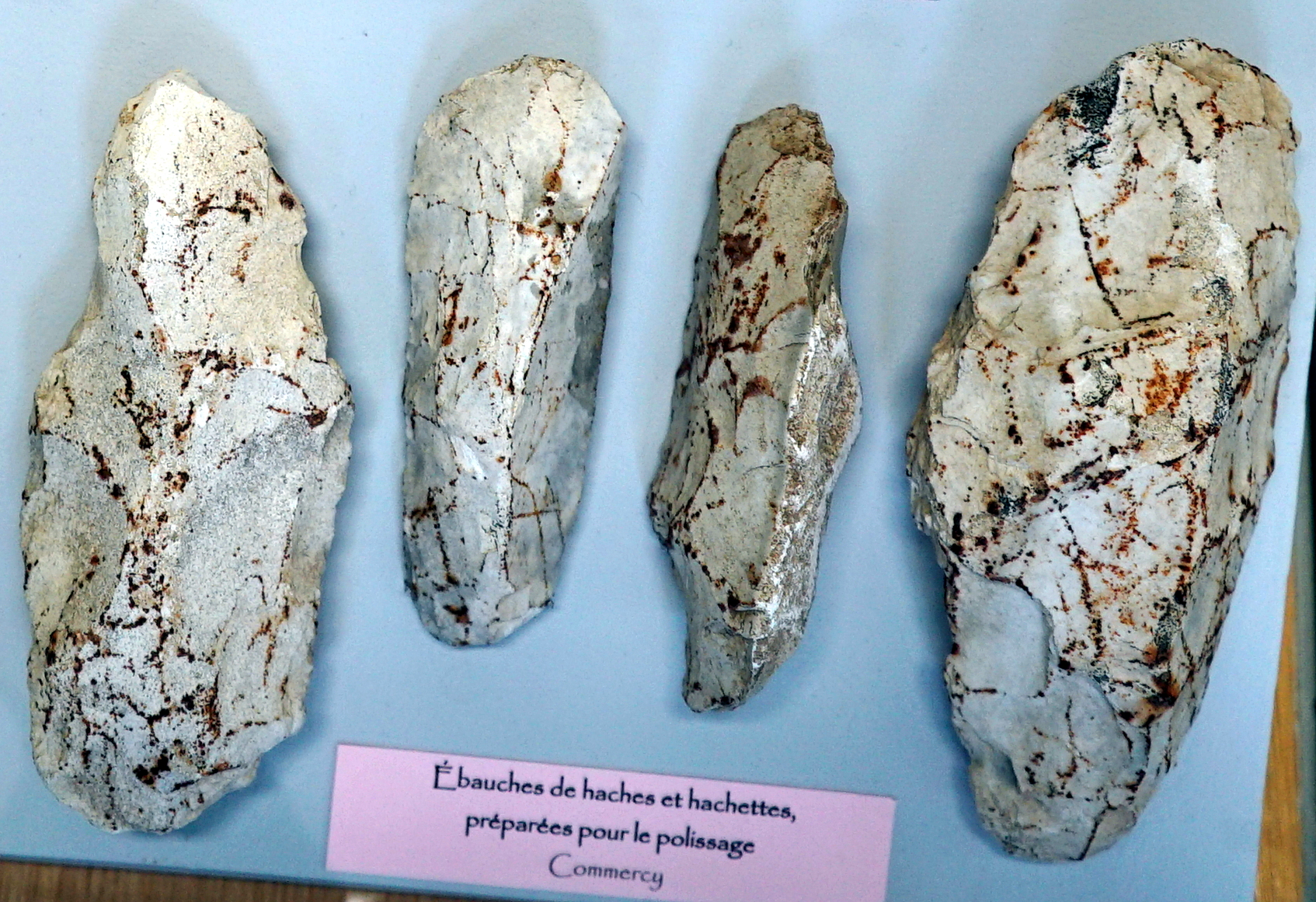
科梅尔西境内出土的新石器时期人类活动遗迹

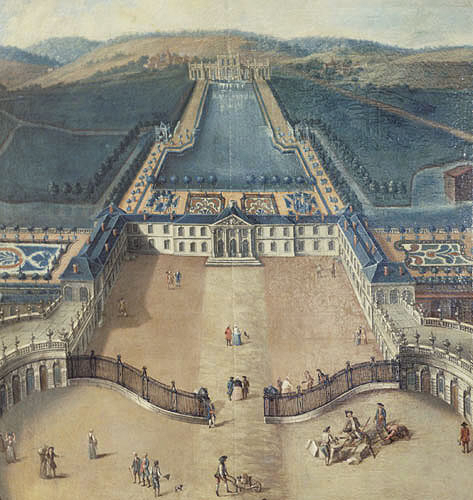
科梅尔西城堡（绘画）

科梅尔西所处区域曾有出土新石器时期的文物。当地早期历史尚不清楚，其建城史则始于中世纪中期，当地的首位领主最初在艾因哈德的手记中被记录。彼时，《凡尔登条约》使得法兰克王国分裂，默兹河成为了当地的分界线，位于默兹河畔的科梅尔西逐渐发展成为一个边境贸易集镇。1247年，科梅尔西领主与联姻，科梅尔西成为萨尔布吕肯伯国的一处领地，1381年起扩张成为拿骚-萨尔布吕肯亲王国。15世纪初，科梅尔西的部分区域被萨尔布吕肯后代约翰二世继承并独立为“上科梅尔西城堡”（Commercy-Château-Haut）领地；1444年，萨尔布吕肯伯爵约翰三世将科梅尔西卖给了蓬塔穆松侯爵安茹-科梅尔西的路易，该区域在南锡战役后成为“下科梅尔西城堡”（Commercy-Château-Bas）领地。此后，科梅尔西长期由两个领主分配，在司法上拥有一定的独立权。1652年12月，孔代亲王路易二世发起科梅尔西围城战，缴获了当地四十余名巴尔龙骑兵。1708年，洛林-沃代蒙伯爵夏尔-亨利在此修建科梅尔西城堡作为私人宅邸，并由此建立了科梅尔西亲王国。1723年，夏尔-亨利之子将城堡赠给了洛林公爵利奥波德，科梅尔西成为一个巴伊利亚日。1766年斯坦尼斯瓦夫一世逝世后，科梅尔西所处的洛林公国整体并入法兰西王国。法国大革命结束后，科梅尔西成为默兹省的一个市镇及地区行署，自1800年起成为该省的一个副省会；相邻的布勒伊（Breuil）则在1794年整体并入科梅尔西的市镇范围。途径科梅尔西的巴黎－斯特拉斯堡铁路于1851年建成运行。第一次世界大战期间，科梅尔西为凡尔登战役的后方基地，当地的教堂被开辟为士兵医疗站。

## 地理

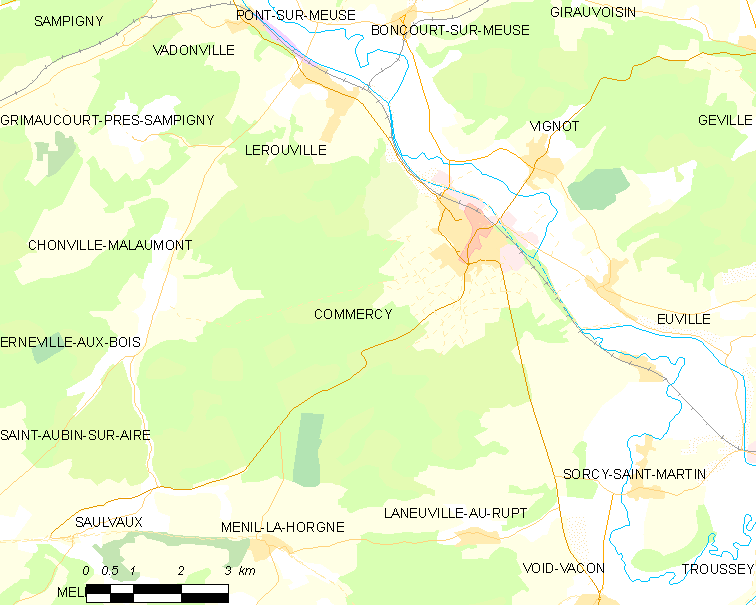
科梅尔西市镇范围地图

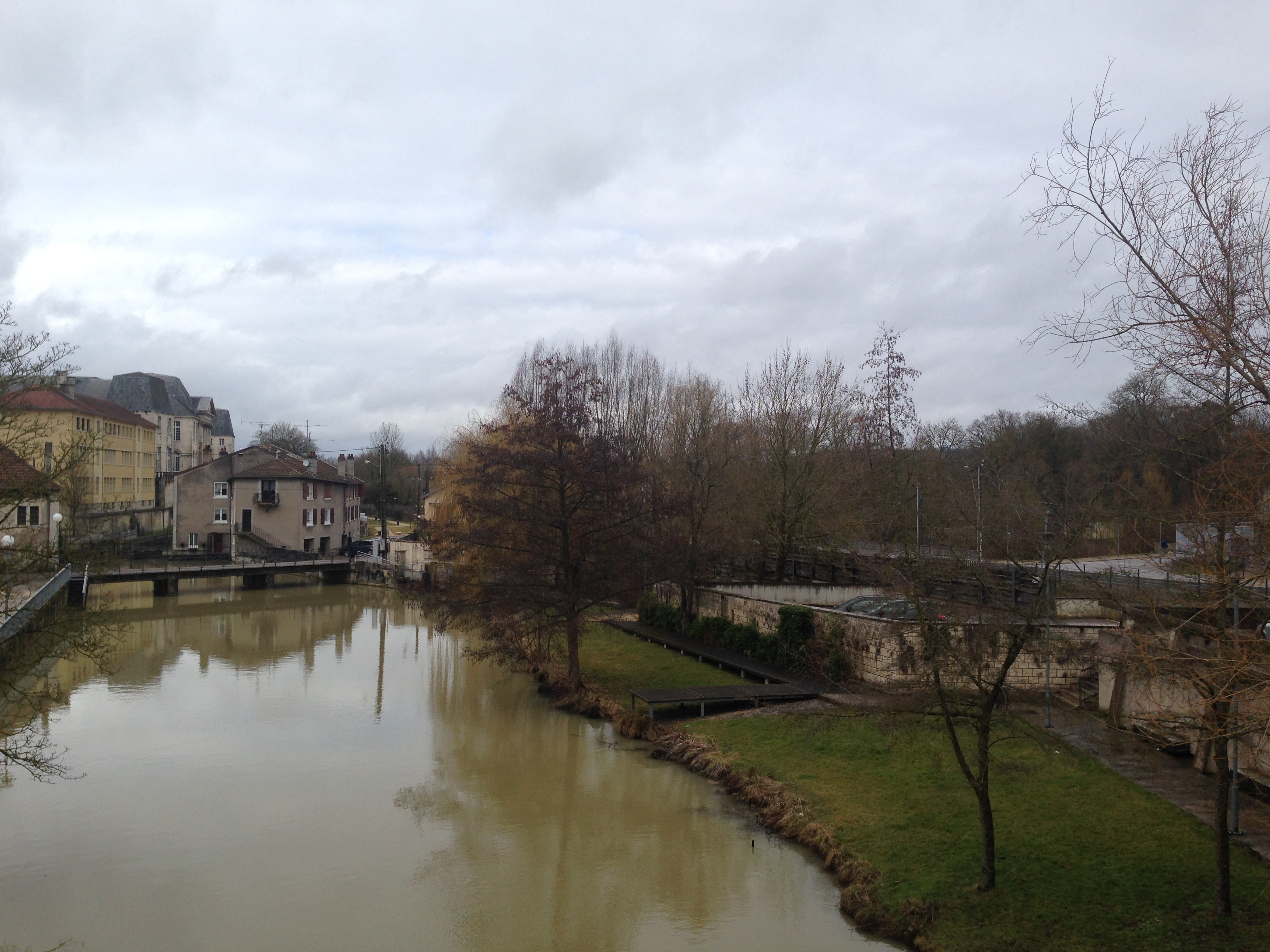
东部运河

科梅尔西位于法国东北部，大东部大区中部和默兹省东南部，距离省会巴勒迪克大约39公里。与科梅尔西接壤的市镇包括：维尼奥、雄维尔-马洛蒙、厄维尔、拉讷维尔欧吕、莱鲁维尔、梅尼勒拉奥尔涅、索尔沃。

### 地形
科梅尔西位于洛林高原西侧的一块冲积平原上，境内以平原为主，市镇中心地势较为平坦，西南部略有起伏，全境海拔在225到382米之间。

### 水文
默兹河干流自东南向西北流经市区北部，该河两岸有较为开阔的泄洪区；与之平行的东部运河则经过市中心边缘，其水量通过水闸控制。

### 植被
科梅尔西属于温带阔叶混交林区，市镇范围西部有大片天然森林分布，此外河流附近亦有部分林地。
在鲜花城市的评比中，科梅尔西被评为2星级鲜花城市。

### 气候
科梅尔西在柯本气候分类法中属于温带海洋性气候，因其距离海岸线相对较远，故当地气候又有一定的大陆性特征。
距离科梅尔西最近的常年气象站位于埃尔讷维尔欧布瓦境内设有气象站，以下为该气象站的数据（其中日照数据取自南锡）：
| 埃尔讷维尔欧布瓦1981年－2019年 | 埃尔讷维尔欧布瓦1981年－2019年 | 埃尔讷维尔欧布瓦1981年－2019年 | 埃尔讷维尔欧布瓦1981年－2019年 | 埃尔讷维尔欧布瓦1981年－2019年 | 埃尔讷维尔欧布瓦1981年－2019年 | 埃尔讷维尔欧布瓦1981年－2019年 | 埃尔讷维尔欧布瓦1981年－2019年 | 埃尔讷维尔欧布瓦1981年－2019年 | 埃尔讷维尔欧布瓦1981年－2019年 | 埃尔讷维尔欧布瓦1981年－2019年 | 埃尔讷维尔欧布瓦1981年－2019年 | 埃尔讷维尔欧布瓦1981年－2019年 | 埃尔讷维尔欧布瓦1981年－2019年 |
| 月份                           | 1月                            | 2月                            | 3月                            | 4月                            | 5月                            | 6月                            | 7月                            | 8月                            | 9月                            | 10月                           | 11月                           | 12月                           | 全年                           |
| ------------------------------ | ------------------------------ | ------------------------------ | ------------------------------ | ------------------------------ | ------------------------------ | ------------------------------ | ------------------------------ | ------------------------------ | ------------------------------ | ------------------------------ | ------------------------------ | ------------------------------ | ------------------------------ |
| 历史最高温 °C（°F）            | 16 (61)                        | 21.2 (70.2)                    | 25 (77)                        | 27.9 (82.2)                    | 32.2 (90.0)                    | 36.2 (97.2)                    | 36.4 (97.5)                    | 39 (102)                       | 32.6 (90.7)                    | 27 (81)                        | 22.5 (72.5)                    | 17.6 (63.7)                    | 39 (102)                       |
| 平均高温 °C（°F）              | 4.3 (39.7)                     | 5.9 (42.6)                     | 10 (50)                        | 13.8 (56.8)                    | 18.2 (64.8)                    | 21.3 (70.3)                    | 24.1 (75.4)                    | 23.6 (74.5)                    | 19.3 (66.7)                    | 14.5 (58.1)                    | 8.4 (47.1)                     | 4.9 (40.8)                     | 14 (57)                        |
| 日均气温 °C（°F）              | 1.5 (34.7)                     | 2.4 (36.3)                     | 5.6 (42.1)                     | 8.4 (47.1)                     | 12.5 (54.5)                    | 15.5 (59.9)                    | 18 (64)                        | 17.7 (63.9)                    | 14.2 (57.6)                    | 10.5 (50.9)                    | 5.4 (41.7)                     | 2.5 (36.5)                     | 9.5 (49.1)                     |
| 平均低温 °C（°F）              | −1.3 (29.7)                    | −1.1 (30.0)                    | 1.2 (34.2)                     | 2.9 (37.2)                     | 6.9 (44.4)                     | 9.7 (49.5)                     | 11.9 (53.4)                    | 11.8 (53.2)                    | 9.1 (48.4)                     | 6.4 (43.5)                     | 2.3 (36.1)                     | 0 (32)                         | 5 (41)                         |
| 历史最低温 °C（°F）            | −23.3 (−9.9)                   | −24.2 (−11.6)                  | −19 (−2)                       | −8.7 (16.3)                    | −5.2 (22.6)                    | −1.4 (29.5)                    | 1.1 (34.0)                     | 0.7 (33.3)                     | −3.8 (25.2)                    | −8.4 (16.9)                    | −14.6 (5.7)                    | −20.4 (−4.7)                   | −24.2 (−11.6)                  |
| 平均降水量 mm（）              | 109.9 (4.33)                   | 86.3 (3.40)                    | 88 (3.5)                       | 68.7 (2.70)                    | 76.6 (3.02)                    | 74.5 (2.93)                    | 79.7 (3.14)                    | 76 (3.0)                       | 81.8 (3.22)                    | 101 (4.0)                      | 93.4 (3.68)                    | 120.6 (4.75)                   | 1,056.5 (41.59)                |
| 月均日照時數                   | 55.9                           | 79.7                           | 129.1                          | 173.9                          | 199.1                          | 220.9                          | 229.1                          | 213.7                          | 162.8                          | 104.8                          | 51.7                           | 44.3                           | 1,665                          |
| 来源：infoclimat.fr            |                                |                                |                                |                                |                                |                                |                                |                                |                                |                                |                                |                                |                                |

## 行政区划
科梅尔西是法国大东部大区默兹省的一个市镇，编号为55122，它也是默兹省的一个副省会。科梅尔西下辖科梅尔西区，隶属于默兹省第一选区，管理科梅尔西县，同时也是科梅尔西-瓦-沃库勒尔市镇公共社区的办公驻地。
法国国家统计与经济研究所（简称）在进行数据统计时，将科梅尔西单独设为科梅尔西城市核心区，并将包括核心区在内的周边共3个市镇划为科梅尔西城市区。自2020年起，科梅尔西城市区被包含19个市镇的科梅尔西城市辐射区代替。此外，还将科梅尔西市镇整体看作一个“块区”（IRIS），以便于统计人口分布情况。

## 交通

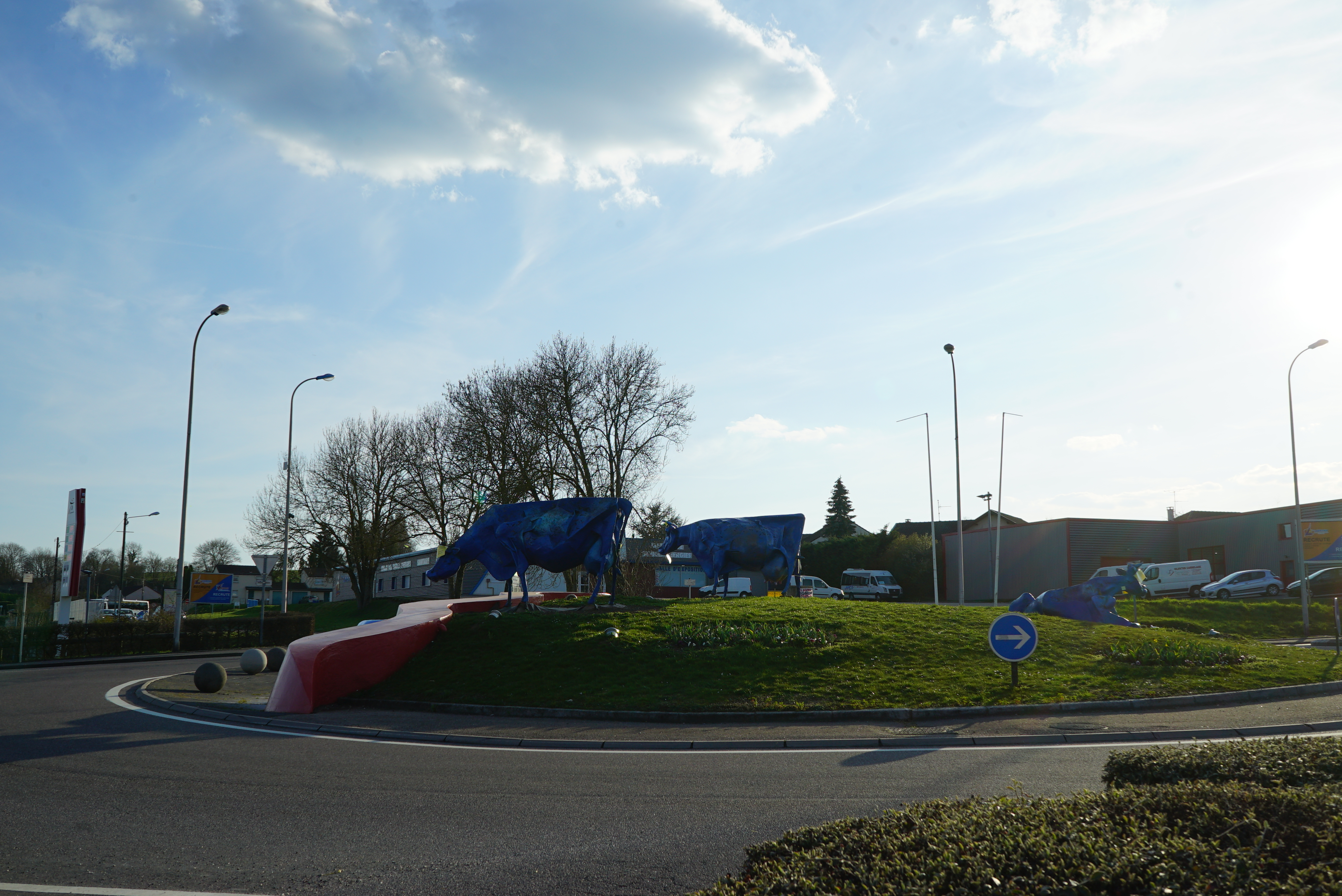
科梅尔西市区南部的一处环岛

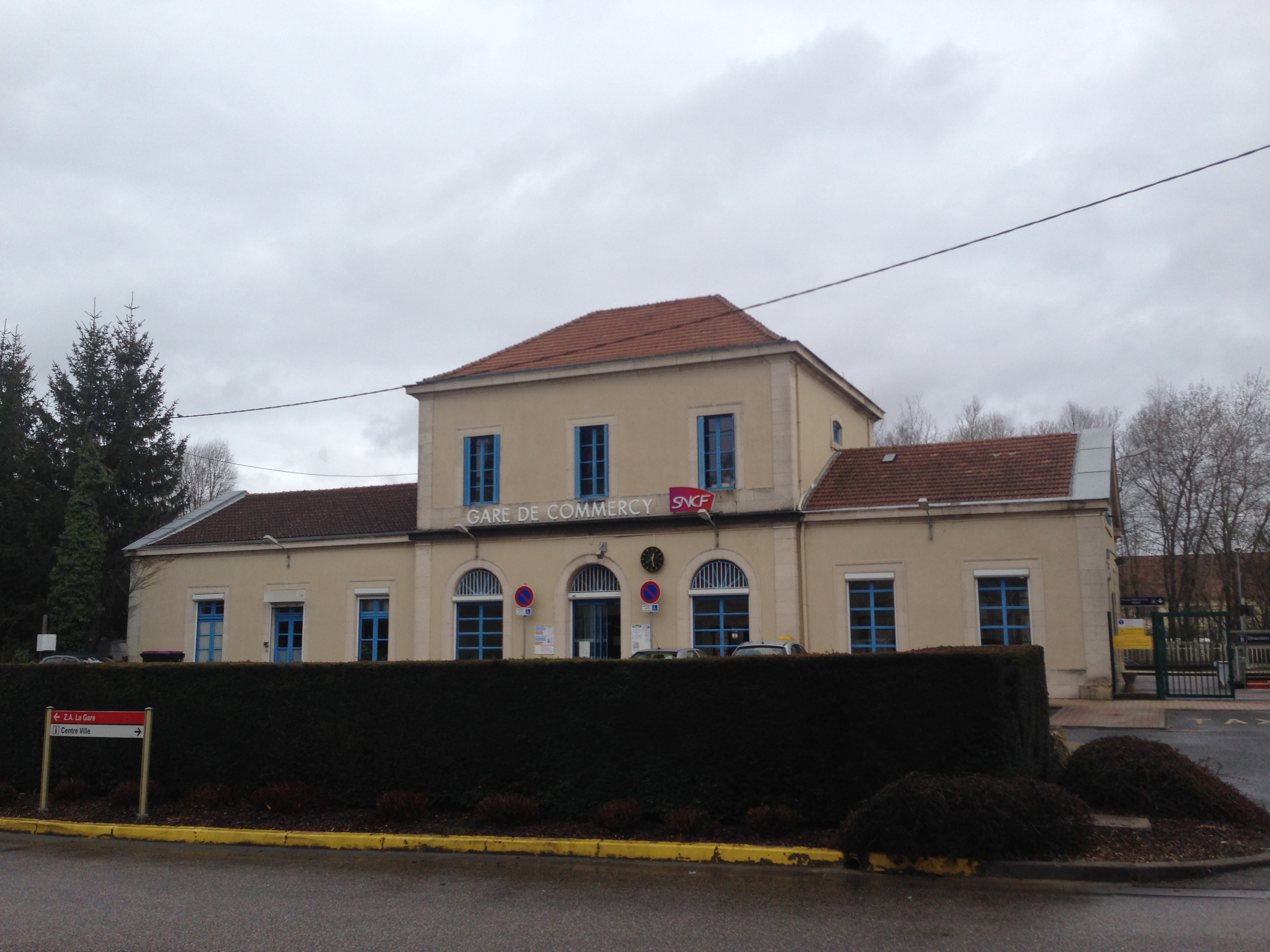
科梅尔西火车站

### 公路
默兹省省道D36线、D958线和D964线在科梅尔西镇中心交汇。大东部大区下属的城际客运提供巴士线路，可前往瓦-瓦孔、凡尔登及默兹TGV站。
2018年，61.6%的科梅尔西家庭拥有至少一辆私人汽车。2019年，科梅尔西境内共发生各类交通事故3起，造成3人受伤。

### 铁路
科梅尔西位于巴黎－斯特拉斯堡铁路上。科梅尔西站位于市区北部，停靠往返于香槟沙隆和南锡一线的区域列车，部分班次向西延伸至巴黎或向东延伸至斯特拉斯堡。

### 航空
距离科梅尔西最近的民用航空站为梅斯-南锡洛林机场，距离科梅尔西市中心的公路里程约60公里。

### 城市公共交通
截至2021年11月，科梅尔西暂无城市公共交通系统。

## 政治

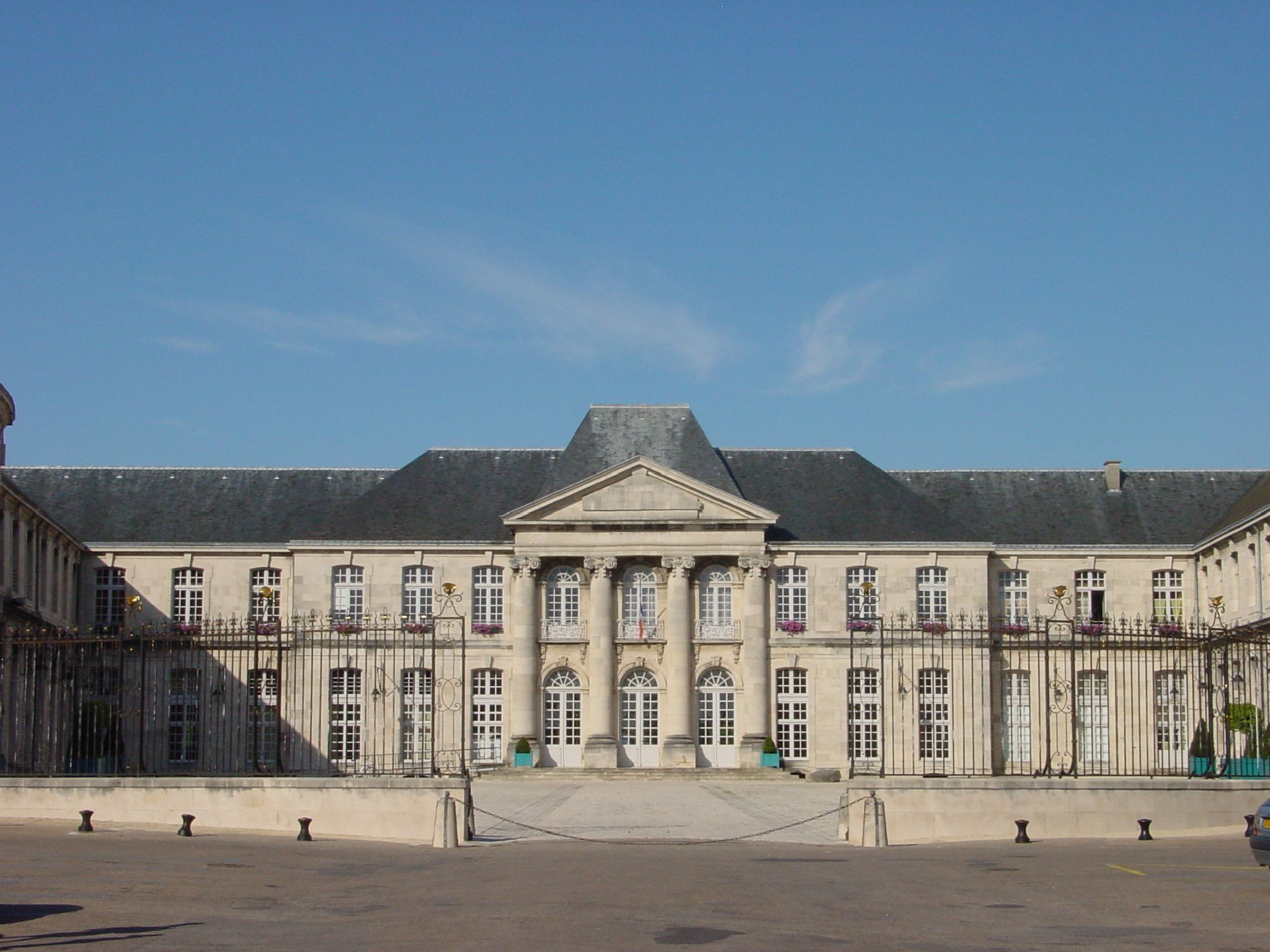
科梅尔西城堡，其市政府办公室设于城堡内

科梅尔西的现任市长为热罗姆·勒费夫尔先生（Jérôme Lefèvre），他是一名右翼无党派人士，在2020年的市政选举中获得了55.02%的支持率。
在2017年的法国总统大选中，法国第25任总统埃马纽埃尔·马克龙在科梅尔西获得了59.58%的支持率。
| 科梅尔西历届市长         |                                  |                   |
| 任期                     | 市长                             | 党派              |
| 1944年－1945年           | André Lombard 安德烈·隆巴尔      | 不详              |
| 1945年－1947年           | Maurice Charlier 莫里斯·沙尔利埃 | DVD右翼无党派人士 |
| 1947年－1955年间资料暂缺 |                                  |                   |
| 1955年－1971年           | Pierre Santoni 皮埃尔·桑托尼     | RPF法国人民联盟   |
| 1971年－1977年           | Daniel Gaussin 达尼埃尔·戈桑     | DVD右翼无党派人士 |
| 1977年－2008年           | François Dosé 弗朗索瓦·多塞      | PS社会党          |
| 2008年－2014年           | Bernard Muller 贝尔纳·穆勒       | PS社会党          |
| 2014年－                 | Jérôme Lefèvre 热罗姆·勒费夫尔   | DVD右翼无党派人士 |

## 人口
2018年，科梅尔西市镇人口数量为5,399，在法国排名第2,040位。其中男性2,526人，女性2,873人，75岁及以上人口占11.2%，外籍人口数量为1,362人，人口密度为153人/平方公里，当地居民被称为（男性）或（女性）。2019年，科梅尔西境内出生43人，死亡人口89人。
| 年份   | 1936  | 1946  | 1954  | 1962  | 1968  | 1975  | 1982  | 1990  | 1999  | 2006  | 2007  | 2008  | 2013  | 2018  |
| ------ | ----- | ----- | ----- | ----- | ----- | ----- | ----- | ----- | ----- | ----- | ----- | ----- | ----- | ----- |
| 人口數 | 7,812 | 6,224 | 7,028 | 7,043 | 7,164 | 6,989 | 6,792 | 6,404 | 6,324 | 6,549 | 6,498 | 6,446 | 6,220 | 5,399 |

## 经济

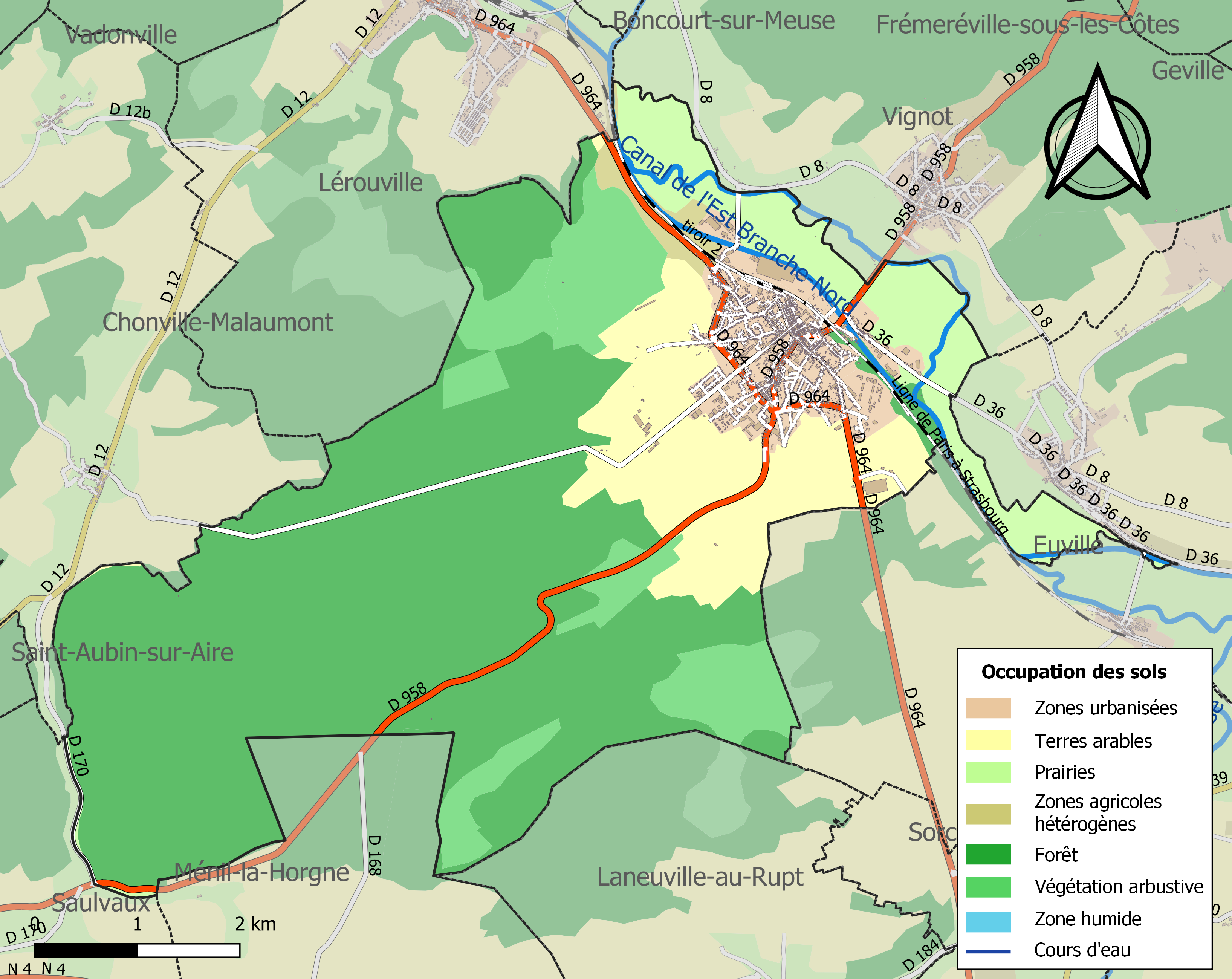
科梅尔西土地利用情况地图

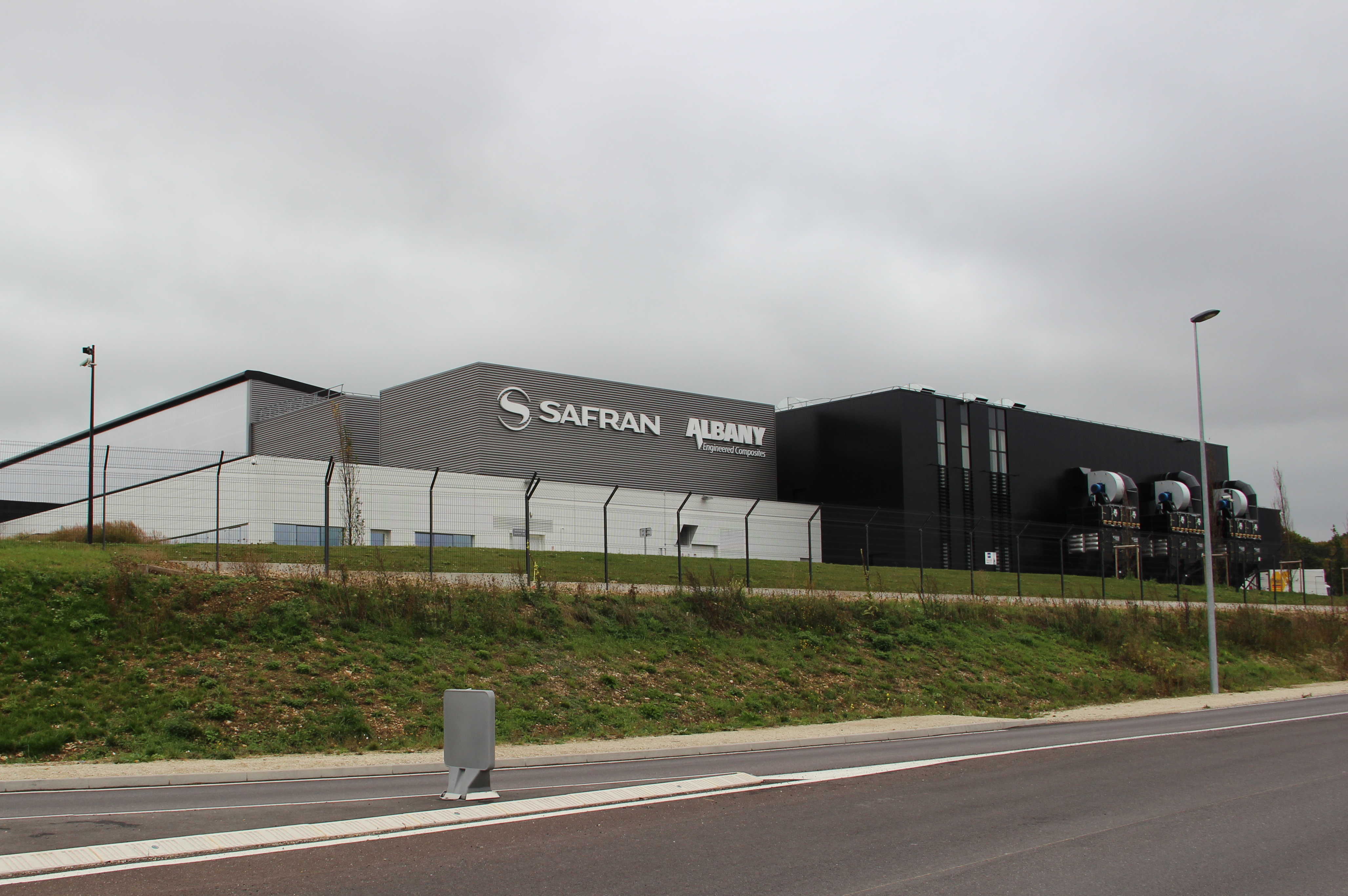
科梅尔西的一处厂房

科梅尔西是一个区域性的中心城市。截止2021年11月，当地共有各类用人单位（包含自雇）690家，平均历史为17年，其中98.09%为中小型企业（PME）。（纺织工业）、（零售）及（模具加工）是当地2020年营业额最高的三个企业，分别为34,912,515欧元、19,571,649欧元和18,453,532欧元。

## 财政收入
2019年，科梅尔西的财政收入总额为7,085,430欧元，财政支出总额为5,608,630欧元，当年的债务总额为2,799,310欧元。2021年，科梅尔西共获得2,044,914欧元的国家财政补助，比上一年减少了0.3%。
2019年，科梅尔西的人均月收入总额为1,988欧元，其中高级职员为3,772欧元，低于法国平均水平（4,230欧元）；中级职员为2,219欧元，低于法国平均水平（2,411欧元）；普通职员为1,603欧元，亦低于法国平均水平（1,740欧元）。
2018年，科梅尔西境内的青壮年（15至64岁）失业率为24%，当地38.9%的家庭拥有纳税资格，平均纳税2,265欧元，低于法国平均水平（3,888欧元）。

## 社会事务

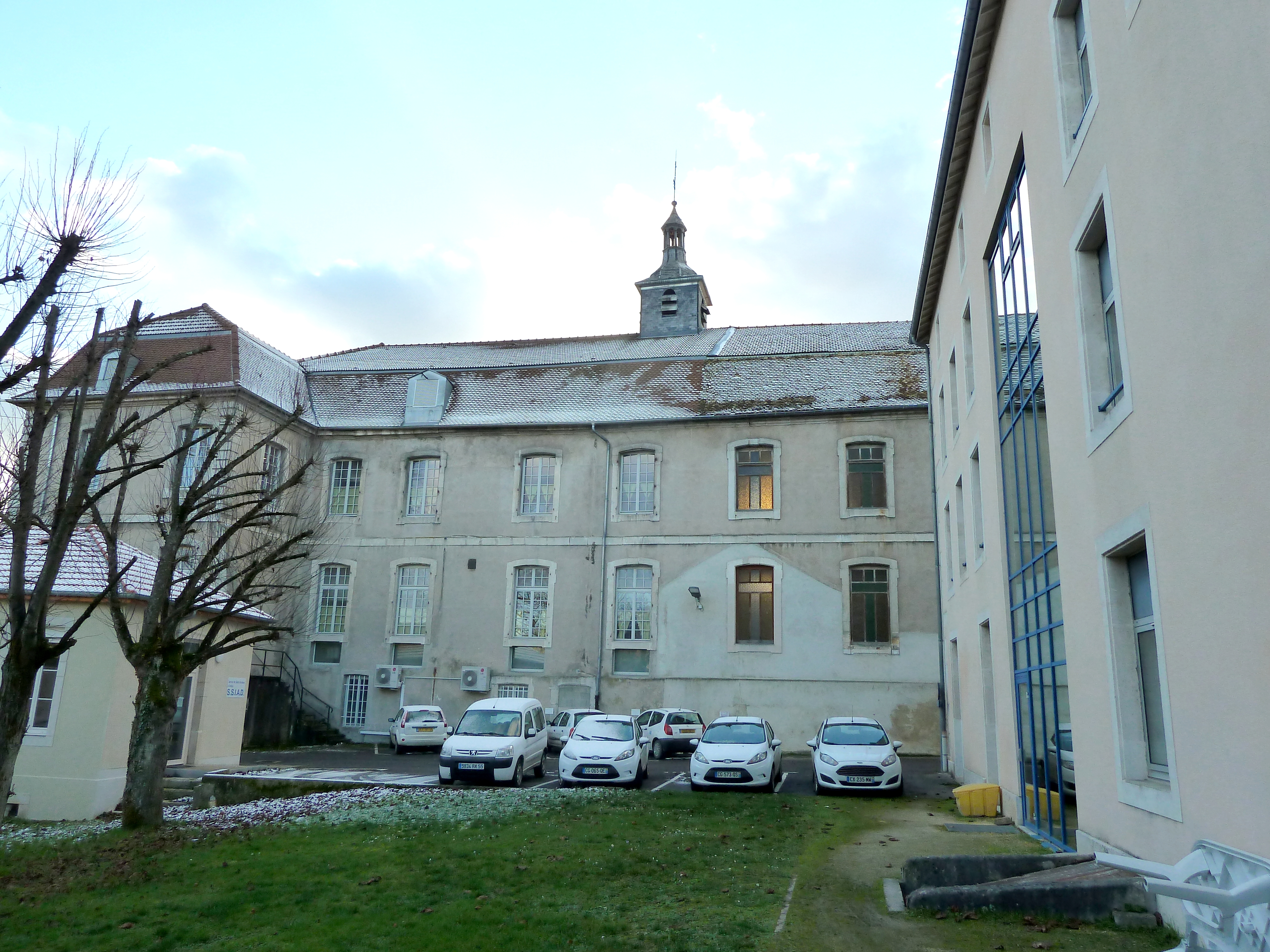
圣夏尔医院

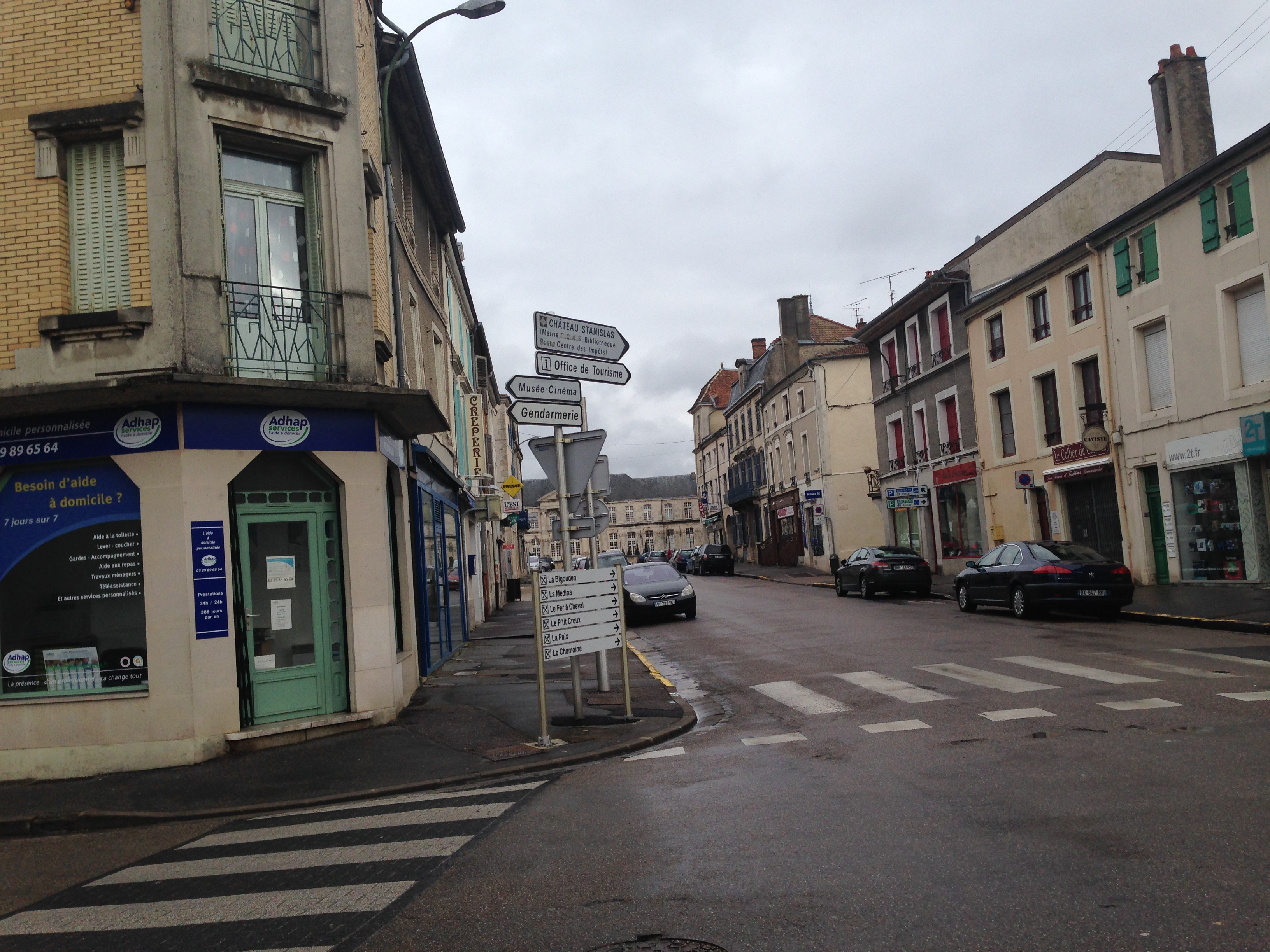
斯坦尼斯瓦夫街口

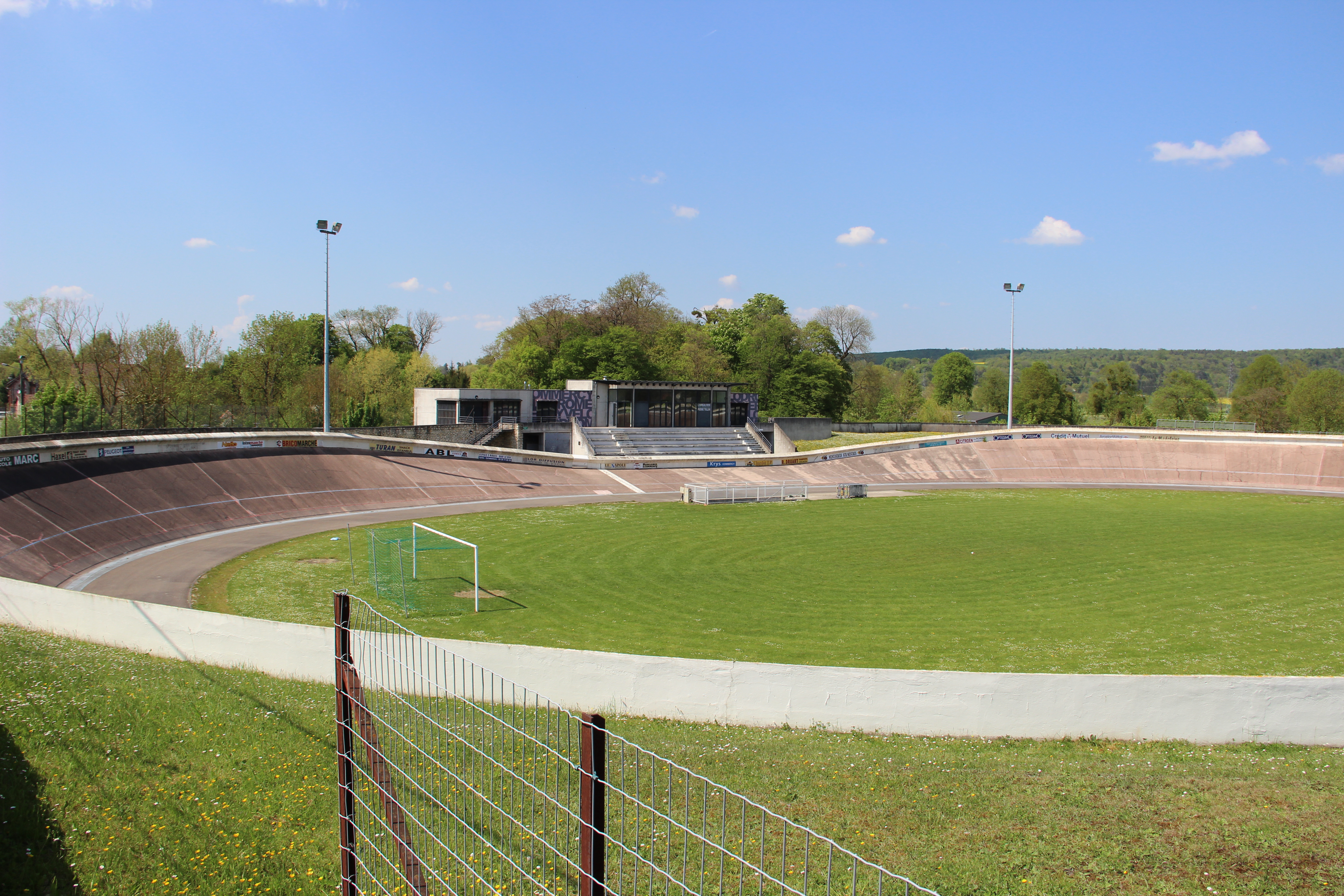
自行车体育场

### 教育
科梅尔西属于南锡-梅斯学区。截止2020年1月1日，科梅尔西境内共有1所幼儿园、3所小学、2所初级中学、2所普通高中、1所农业高中和1所职业高中。2018至2019学年度，科梅尔西境内共有在校中等教育阶段学生1,774名。

### 医疗
截止2020年1月1日，科梅尔西境内共有全科医生8名、保健师7名、牙医6名、护士5名、皮肤科医生1名和助产士2名。境内共有药房3家、养老院3家、残疾人帮扶中心5家。
科梅尔西中心医院（Centre Hospitalier de Commercy）是法国的一个区域性医疗机构，其主病区“圣夏尔医院”（Hôpital Saint-Charles）位于科梅尔西市区，共设有床位311个，是当地规模最大的公立综合性医院。

### 住房
2018年，科梅尔西境内共有各类住房3,067套，其中45.1%为独立式居民区，53.5%为集中式居民区。常住房屋占科梅尔西市镇范围内居民建筑总量的84.3%。
在住房保障政策方面，2020年，科梅尔西境内共有921户家庭获得了住房经济补助，受益人数占总人口数量的17.1%，其中887份为房租补助。

### 商业
2019年，科梅尔西境内共有各类实体商铺162家，其中餐厅24家、大型超市7家、杂货店6家、面包房4家、肉铺3家、书店2家、银行门店6家、美容美发店9家、汽车维修店9家。市区南部建有一家Intermarché大型超市。

### 体育
2020年，科梅尔西境内共有1家游泳池、3间体育馆、2座综合体育场、3处网球场、3处足球或橄榄球场以及1处篮球或排球场。
截至2021年11月，科梅尔西体育俱乐部（Sporting Club de Commercy）是当地唯一的注册足球队，2021至2022赛季参加默兹省足球联赛。
除足球外，科梅尔西境内还有数十家包含各类体育项目的社团。

### 环境
科梅尔西的环境事务由其所属的公共社区负责。2019年，科梅尔西境内共有3家污染企业。

### 治安
2019年，科梅尔西市镇范围内共有1处派出所和1处宪兵队。
2020年，科梅尔西宪兵总队辖区内共239个市镇累计发生各类案件2,257起，其中盗窃类案件997起，经济类案件347起，毒品交易类案件136起。

## 文化
2020年，科梅尔西境内共有1家电影院、1家博物馆和1家音乐厅。科梅尔西市政府提供多媒体中心，向公众全年开放。

### 建筑
科梅尔西境内有多处法国国家文物保护单位，其中科梅尔西城堡、圣庞塔莱翁教堂等为当地的代表性建筑物。

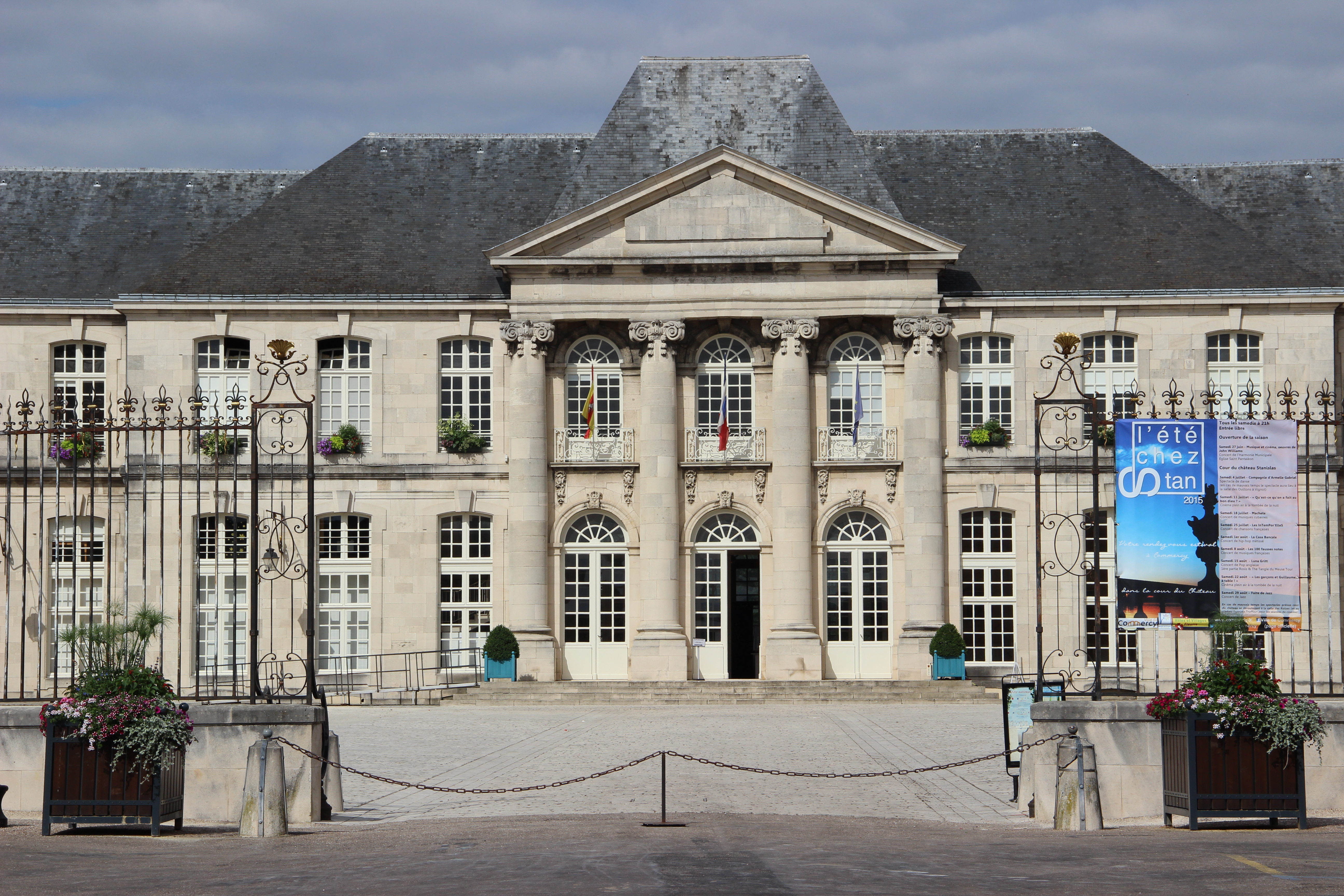
科梅尔西城堡（法语：Château de Commercy）
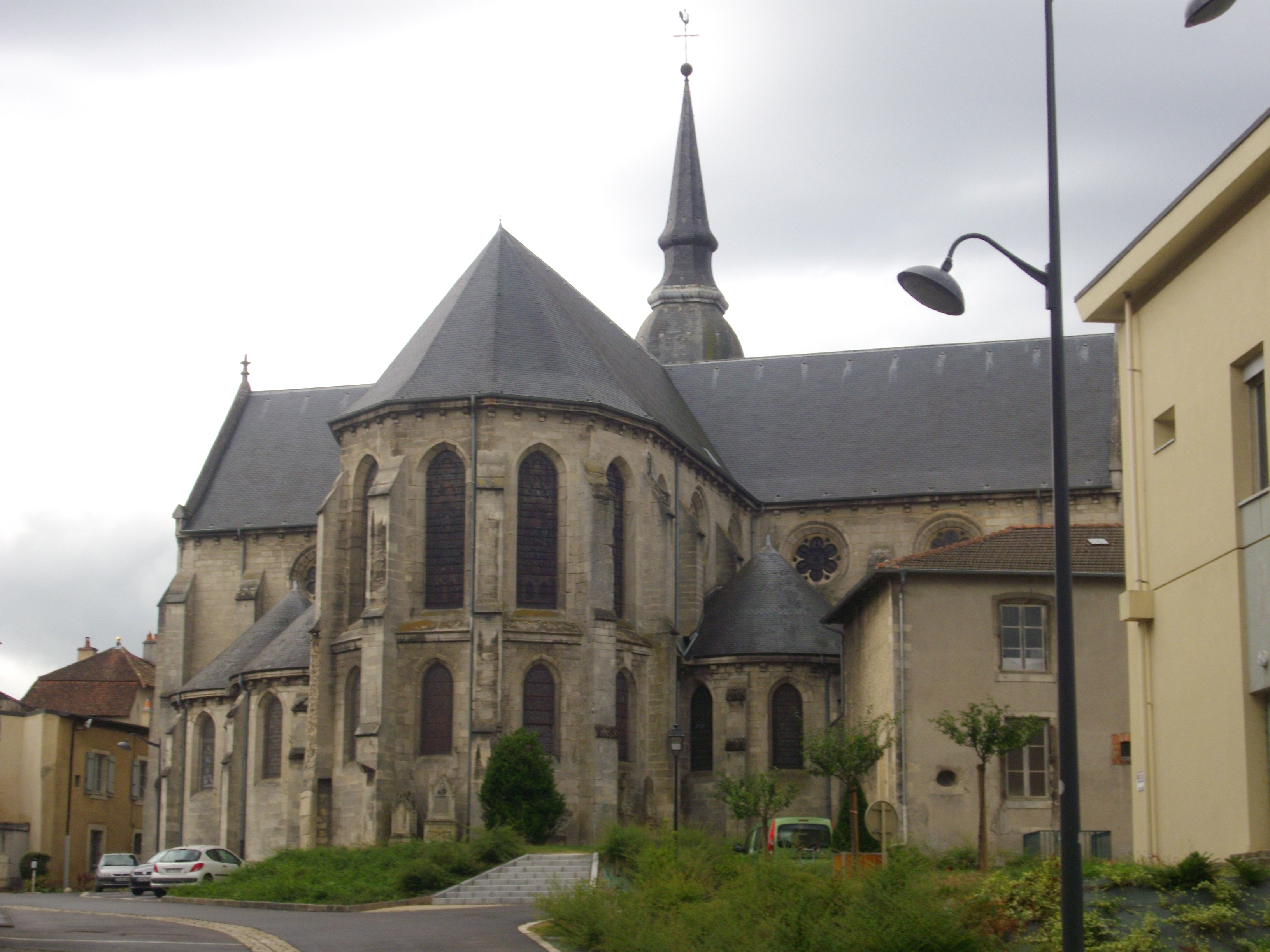
圣庞塔莱翁教堂（法语：Église Saint-Pantaléon de Commercy）
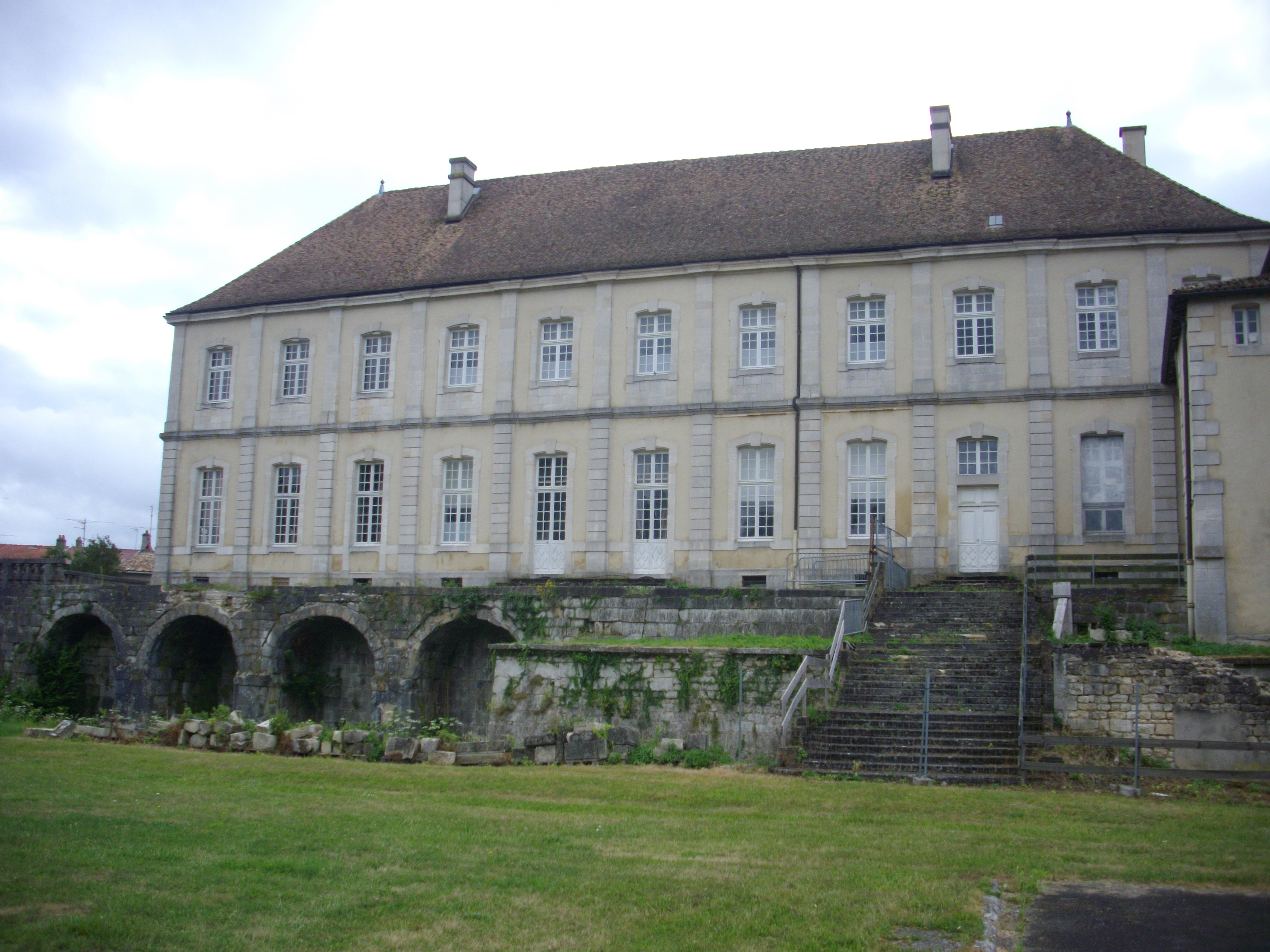
布勒伊修道院（法语：Prieuré de Breuil）
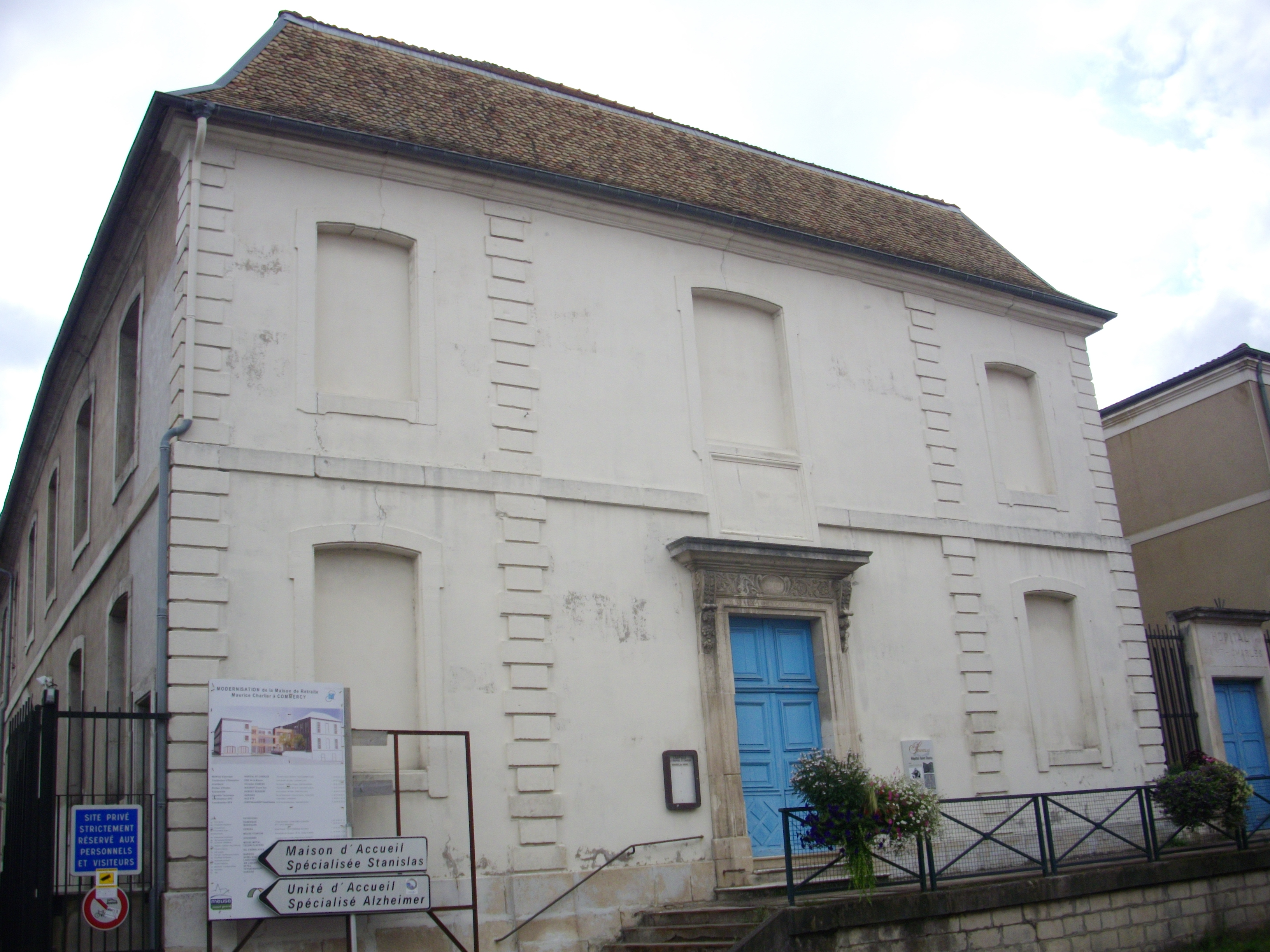
圣夏尔祷告室
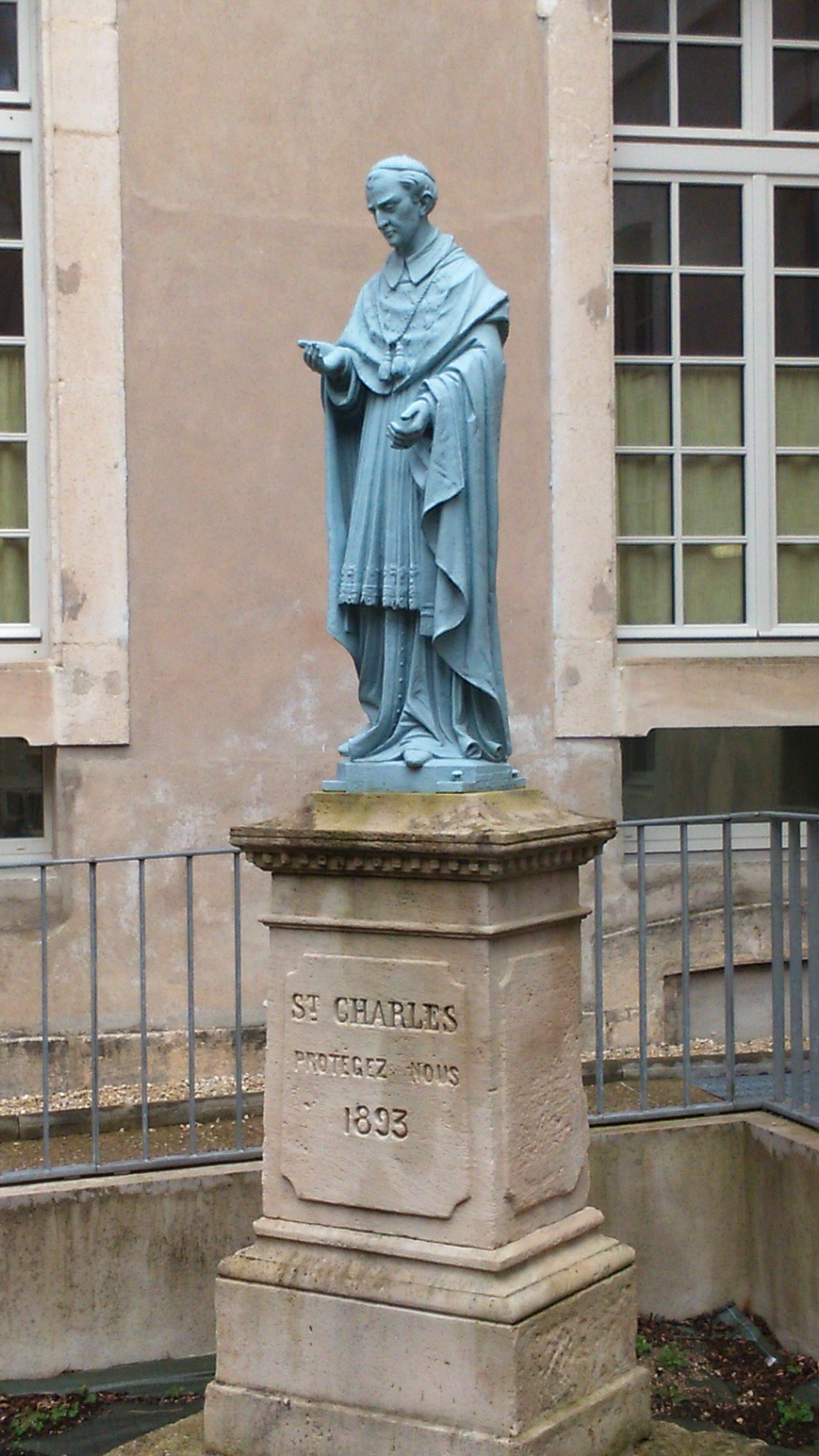
圣夏尔雕像
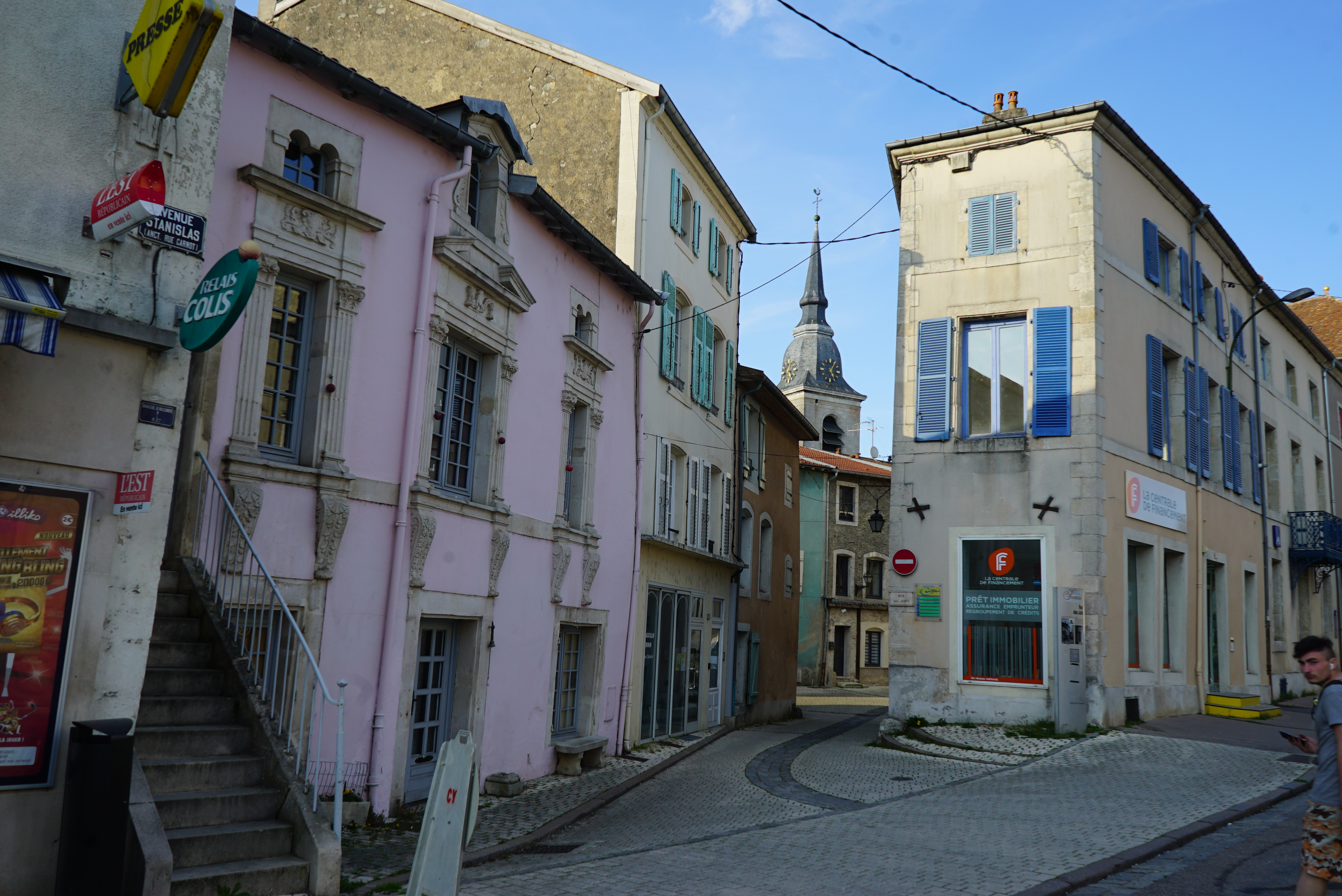
犹太街上的传统建筑
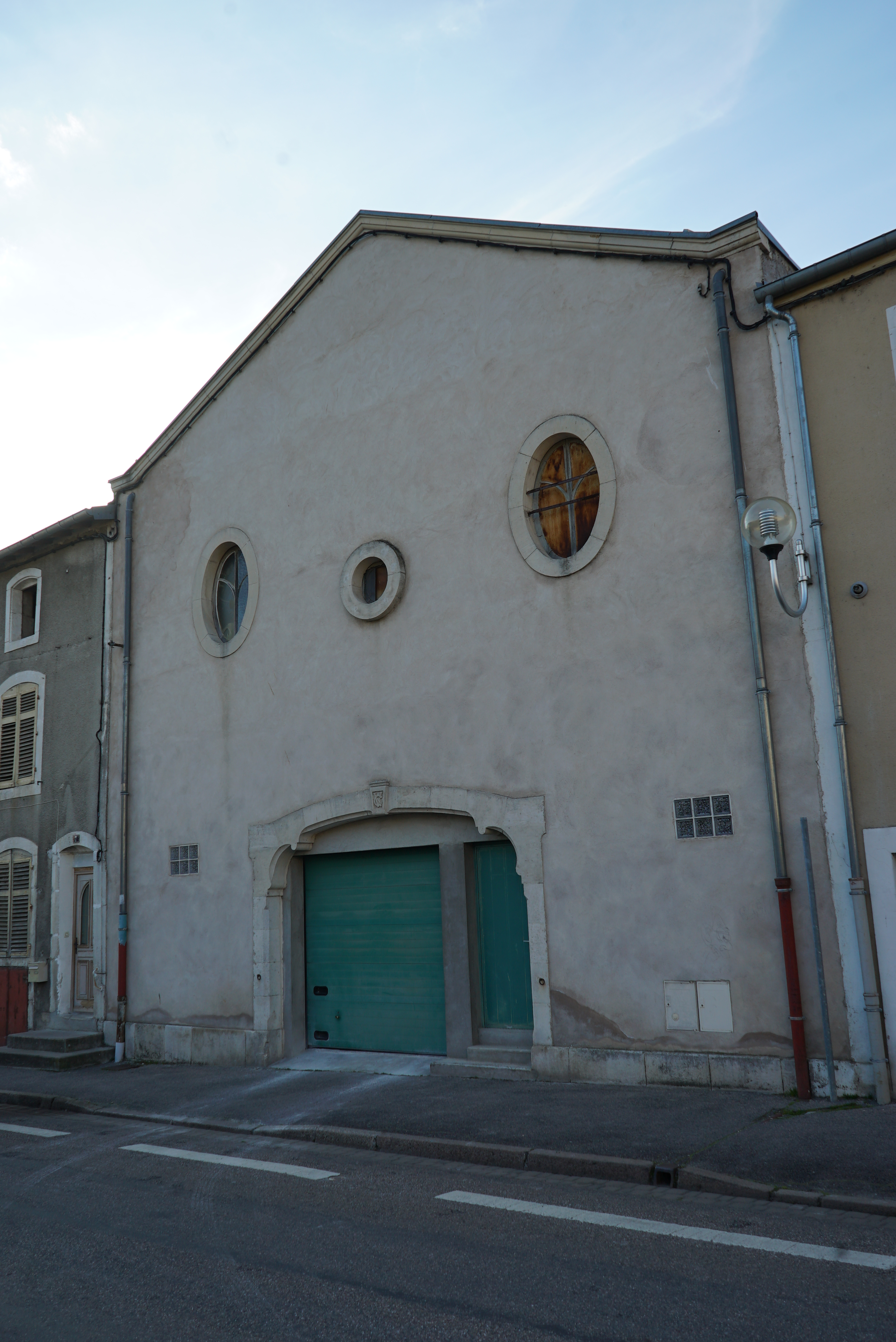
一处仓库

### 旅游
科梅尔西的旅游事务由其所属的公共社区负责。2021年，科梅尔西境内共有2家酒店共计39间房间。

### 媒体
法国主要的媒体均可在科梅尔西接收，法国电视三台下属的大东部大区频道在部分时段播出科梅尔西所属区域的地方新闻。当地主要的地方性媒体包括《东部共和党人报》、《默兹资讯》杂志（Meuz’Info）、默兹省广播（Meuse FM）等。

### 玛德莲蛋糕
科梅尔西因玛德莲蛋糕而闻名，相传为斯坦尼斯瓦夫一世的侍卫于1755年在科梅尔西城堡内创作。

## 相关人物
法国医药化学家亨利·布拉科诺和现代物理学家伊夫·凯雷出生于科梅尔西。

## 友好城市
截至2021年11月，科梅尔西共与两座城市互为友好城市关系：
- 德国 霍肯海姆
- 塞内加尔 Communauté rurale de Ronkh